# The Opposite of Hallelujah
The Opposite of Hallelujah är en EP av Jens Lekman. Skivan utgavs på skivbolagen Evil Evil och Thievery 2005.

## Låtlista
1. "The Opposite of Hallelujah" – 4:26
2. "No Time for Breaking Up" – 4:29
3. "I Don't Wanna Die Alone" – 3:33
4. "Love is Still a Mystery" – 3:09

### Fotnoter
1. ↑  ”The Opposite of Hallelujah”. Discogs.com. http://www.discogs.com/Jens-Lekman-The-Opposite-Of-Hallelujah/release/2184665. Läst 12 april 2012.